# Foorplein (stație de premetrou din Antwerpen)
Foorplein (în neerlandeză Premetrostation Foorplein) este numele provizoriu al unei stații fantomă a premetroului din Antwerpen, care face parte din rețeaua de tramvai din Antwerpen. Stația este situată în estul orașului, la limita districtelor Borgerhout și Deurne, în zona Turnhoutsepoort, unde se intersectează bulevardele Turnhoutsebaan și Noordersingel. Gura stației este amplasată pe strada Buurtspoorweglei, la intersecția acesteia cu Noordersingel. 
Stația a fost construită în cadrul Tunelului Rozenpijp, iar lucrările au debutat în 1978 și sunt, din 1989, puse în conservare. Scopul principal al construcției Foorplein era de a facilita accesul către gara feroviară Borgerhout din apropiere.

## Caracteristici
Stația Foorplein este situată la circa 600 de metri nord de stația Zegel și, în ciuda faptului că e construită într-un spațiu strict delimitat de terasamentul căii ferate spre Gara Borgerhout și de Inelul de ocolire a Antwerpenului, într-un loc slab populat, este una din cele mai largi stații ale rețelei. Aceasta se explică prin faptul că mezaninul se întinde peste întreaga lungime de 60 de metri a peroanelor. 
Foorplein se găsește actualmente la stadiul de construcție nefinisată și neutilată. La 200 de metri mai la est de stație există o rampă de acces spre șinele de tramvai de pe Turnhoutsebaan, dar ea nu este străpunsă la suprafață. Aspectul interior al stației este impresionant, deoarece ferestrele mezaninului din partea spre ieșirea tramvaielor permit vederea către toată rampa de acces.

## Planuri de viitor
Pe 8 iunie 2015, ministrul flamand al mobilității, Ben Weyts, a anunțat că a fost prevăzut un buget de 8,4 milioane de euro pentru punerea în exploatare a acestei porțiuni neutilizate a rețelei. De Lijn a planificat punerea în serviciu în 2018 și devierea prin tunel a liniei 10 care vine dinspre Wijnegem, dar la început tramvaiele nu vor opri în stație. Deschiderea stației Foorplein propriu-zise este prevăzută pentru 2020. Punerea în exploatare ar permite reducerea timpului de  călătorie între Wijnegem și centrul Antwerpenului de la 25 de minute actualmente, la 15 minute.
Actualmente, tramvaiele liniei 10 care circulă la suprafață opresc în stația Hof ter Lo, aflată la mică distanță de gura de premetrou a Foorplein.

## Imagini

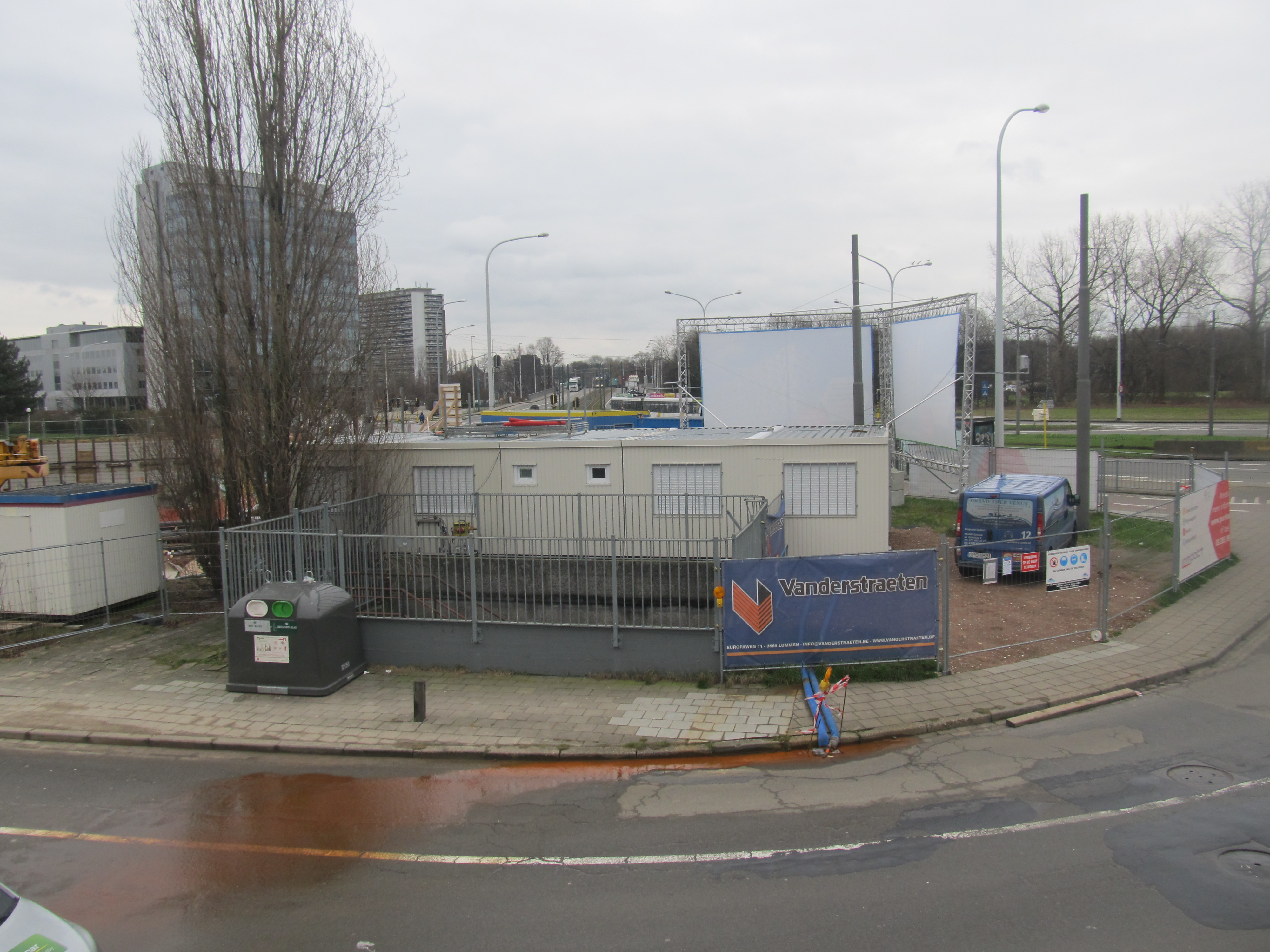
Gura de premetrou Foorplein, vedere de pe terasamentul căii ferate.
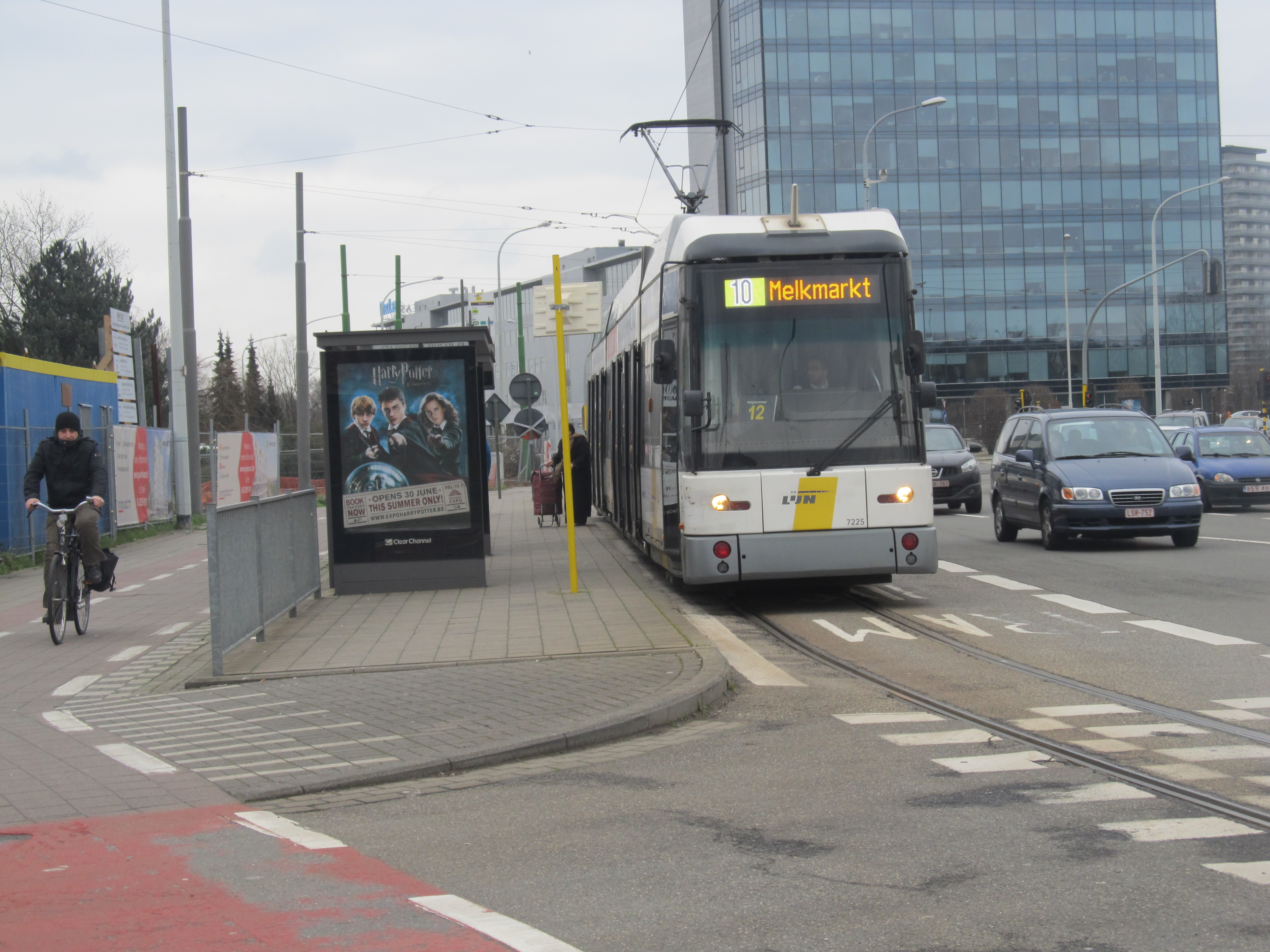
Tramvai HermeLijn al Liniei 10 în stația de suprafață Hof ter Lo